# Vincenzo Cardarelli

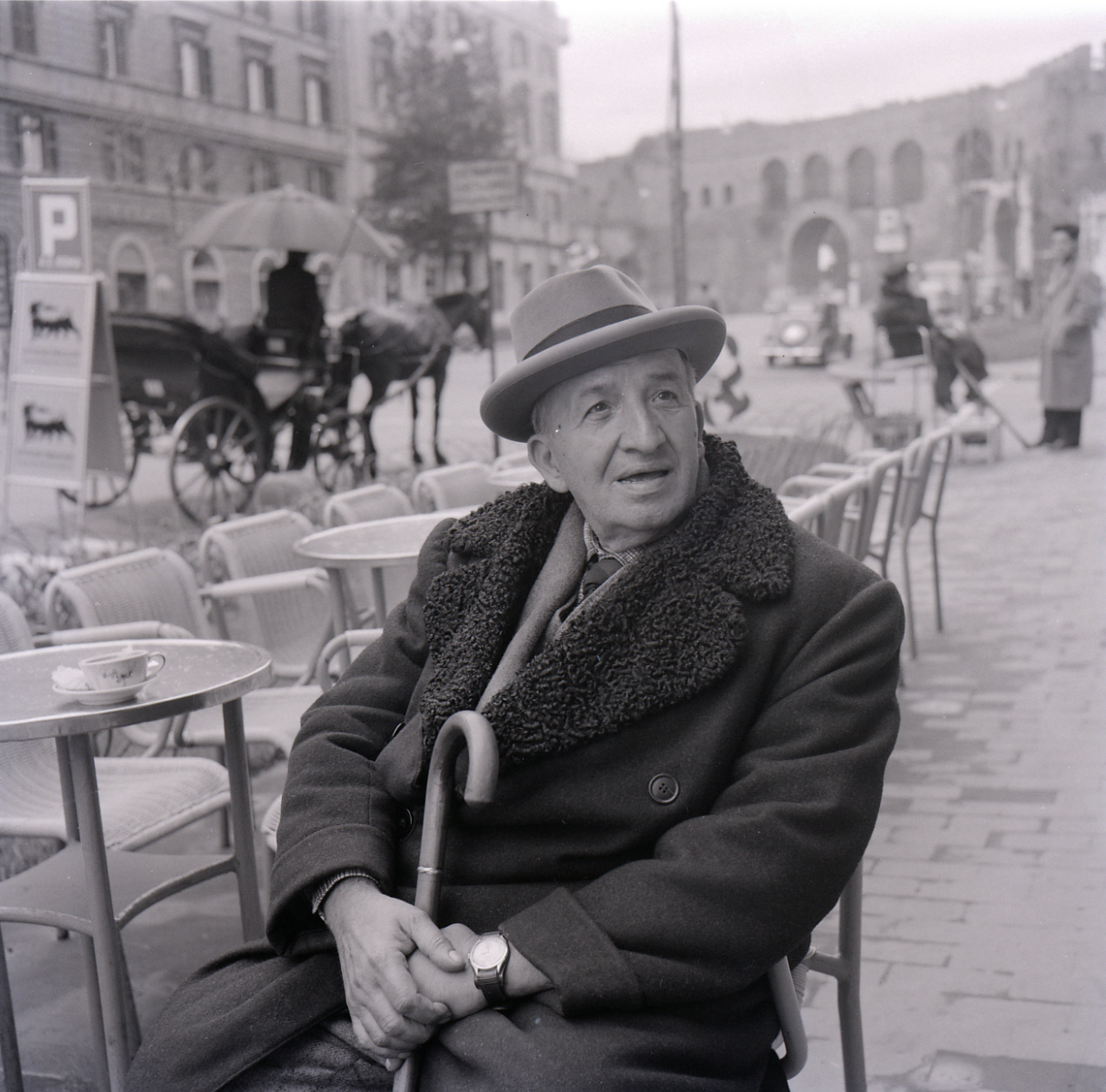
Vincenzo Cardarelli 1957.

Vincenzo Cardarelli, egentligen Nazareno Caldarelli, född 1 maj 1887 i Corneto Tarquinia, död 18 juni 1959 i Rom, italiensk författare och journalist.

## Priser och utmärkelser
- Stregapriset 1948
- Baguttapriset 1929